# 神戸六甲鉄道
神戸六甲鉄道株式会社（こうべろっこうてつどう）は、兵庫県神戸市灘区でケーブルカー（六甲ケーブル）と路線バス（六甲山上循環バス）を運営する会社。阪急阪神ホールディングス傘下の阪神電気鉄道の子会社であり、阪急阪神東宝グループの一員である。本店は兵庫県神戸市灘区六甲山町一ヶ谷1番32号の六甲山上駅駅舎2階にある。
以前の社名は六甲摩耶鉄道で、摩耶山を登る摩耶ケーブルも運営していたが、1995年の阪神・淡路大震災で被災し、2000年に神戸市都市整備公社（現在の神戸住環境整備公社）へ無償譲渡した。2013年10月1日に、阪神総合レジャーとの合併により六甲山観光に社名を変更した。2024年4月1日に神戸六甲鉄道に社名を変更し、観光事業を（新）六甲山観光に会社分割した。

## 沿革

### 摩耶鋼索鉄道
- 1922年（大正11年）
  - 2月17日 西灘村上野字絵馬堂（高尾） - 同村上野字小屋場三ノ休原（摩耶）間の鉄道敷設免許取得[6][7][8][9]。
  - 10月24日 会社設立[9][10]。
- 1924年（大正13年）2月2日 鉄道免許状下付（武庫郡西灘村-同郡御影町間）[11]（1956年失効）[12]。
- 1925年（大正14年）1月6日 高尾駅（現在の摩耶ケーブル駅） - 摩耶駅（現在の虹駅）間が開業[6][8][9]。
- 1930年（昭和5年）12月19日 鉄道免許状下付（神戸市上野字花ノ木-同市箕岡通四丁目間 地下式）[13]（1956年失効）[12]。
- 1944年（昭和19年）2月11日 不要不急線として路線休止。翌年にかけて路線撤去。
- 1955年（昭和30年）5月7日 営業再開。
- 1975年（昭和50年）10月29日 六甲越有馬鉄道に吸収合併される。

### 六甲越有馬鉄道→六甲摩耶鉄道
- 1922年（大正11年）12月23日 六甲村徳井（のちの神戸市灘区高羽） - 有野村 - 有馬町（有馬温泉）間の鉄道敷設免許取得[12][14]。
- 1923年（大正12年）10月14日 六甲越有馬鉄道として会社設立（本社大阪）[15][16]。
- 1927年（昭和2年）10月18日 御影町（阪神御影） - 六甲村徳井間の鉄道敷設免許取得[12][17][14]。
- 1928年（昭和3年） 阪神電気鉄道の傍系会社となる。
- 1929年（昭和4年）7月1日 土橋 - 六甲山間の鉄道敷設免許取得[15][18]。
- 1932年（昭和7年）3月10日 土橋駅（現在の六甲ケーブル下駅） - 六甲山駅（現在の六甲山上駅）間が開業[15][19]。六甲山上循環バス運行開始。
- 1933年（昭和8年）9月1日 御影町 - 神戸市灘区高羽 - 有野村間の鉄道起業廃止許可[14]。
- 1937年（昭和12年）5月21日 有野村 - 有馬町間の鉄道起業廃止許可[20]。
- 1941年（昭和16年）9月1日 六甲山上循環バス運行休止（事実上の廃止）。
- 1944年（昭和19年）2月11日 不要不急線として路線休止。路線は撤去されず。
- 1945年（昭和20年）8月25日 営業再開。
- 1975年（昭和50年）10月29日 摩耶ケーブルを運営する摩耶鋼索鉄道を吸収合併、六甲摩耶鉄道に社名変更。
- 1980年（昭和60年）6月15日 六甲山上バスを阪神電気鉄道より譲受（直営再開）。
- 1995年（平成7年）1月17日 阪神・淡路大震災で被災。摩耶ケーブル長期休止に。
- 2000年（平成12年）4月25日 震災以来休止中の摩耶ケーブルを神戸市都市整備公社（現在の神戸住環境整備公社）へ譲渡[6]。
- 2006年（平成18年）10月1日 阪急阪神ホールディングス発足に伴い、阪急阪神東宝グループの一員となる。

### 阪神総合レジャー
- 1989年（平成元年）7月1日 （旧）阪神総合レジャーが設立[21]。
- 2000年（平成12年）11月15日 元町阪神ビルディングとして会社設立[21]。
- 2001年（平成13年）4月1日 元町阪神ビルディングが（旧）阪神総合レジャーを合併し、（新）阪神総合レジャーに社名変更[21]。

### 六甲山観光→神戸六甲鉄道
- 2013年（平成25年）10月1日 六甲摩耶鉄道と阪神総合レジャーとの合併により六甲山観光に社名変更[22]。
- 2024年（令和6年）4月1日 神戸六甲鉄道に社名変更[1]。六甲ケーブル線を上下分離方式（施設や線路を親会社の阪神電気鉄道が承継）に移行[23]。観光事業を六甲山観光分割準備（2023年4月3日設立）に会社分割し、六甲山観光分割準備が（新）六甲山観光に社名変更[1]。

## 鉄道・バス路線
旧・六甲摩耶鉄道の事業
- 六甲ケーブル線
- 六甲山上バス1系統・2系統（旧・六甲摩耶スカイシャトルバス）

## 観光施設
旧・阪神総合レジャーから継承した以下の施設は、2024年4月に（新）六甲山観光が継承した。
- 六甲山スノーパーク
- ROKKO森の音ミュージアム
- 六甲高山植物園
- 六甲山カンツリーハウス
- 六甲ガーデンテラス
- 六甲山フィールド・アスレチック
- 自然体感展望台 六甲枝垂れ